# Freeze (stripalbum)
Freeze  is het tweede stripverhaal van de reeks Jump. De reeks wordt getekend door de Vlaamse striptekenaar Charel Cambré die ook de scenario's voor zijn rekening neemt. Het stripalbum verscheen in december 2007.

## Verhaal
Dweezil heeft een snowboard gekocht. Eén nadeel: het is hartje zomer en op het moment is er ook nog een hittegolf. Dweezil komt aan bij het clubhuis waar Brains samen met Armando zijn nieuwe uitvinding test: een zwembadverkoeler. Dweezil is teleurgesteld dat hij niet kan snowboarden dus Brains belooft Dweezil dat hij kan snowboarden. De volgende dag komt Dweezil aan bij het clubhuis en Brains heeft zijn uitvinding klaar. De bovenkant van het snowboard is helemaal belegd met zonnepanelen. Deze vangen de energie op en zetten ze om in een koude uitlaat zodat je kan vliegen op het snowboard. Onderaan het snowboard is er een accu die de energie opslaat zodat je ook kan vliegen al is er geen zon. Er zijn ook twee knoppen: eentje om stil te blijven hangen en de andere om de 'gas' te geven. Dweezil vergelijkt het snowboarden al snel met het skateboarden. Na een paar mislukte pogingen slaat hij er toch in om te vliegen. Hij gebruikt zijn nieuwe snowboard al snel om andere mensen te helpen: hij redt een vallende jongen, hij helpt bejaarden met oversteken... Na een tijdje doopt hij zich zelfs om tot een nieuwe superheld: Freezeman. Brains en Lisa zijn een beetje ongerust waar Dweezil uithangt totdat ze erachter komen dat Dweezil Freezeman is. Jammer genoeg wil Baracuda (een meesterdief die ontsnapt is uit de gevangenis) de Blauwe Draak, een reuzendiamant die in de buurt tentoongesteld staat, stelen. Hij wil ook het Freezeboard van Freezeman stelen om te ontsnappen aan de laserstralen. Hij kan Dweezil met een trucje bij zijn thuis halen, hem verdoven en het Freezeboard stelen. Hij steelt de Blauwe Draak en laat een brief achter die zogezegd van Freezeman is zodat men hem verdenkt. Dweezil wordt gedumpt in een vuilniscontainer en Baracuda vlucht. Lisa en Brains kunnen niet geloven dat hun vriend zoiets zou doen en roepen commissaris John de Wit op (zie album Zwijgen en trappen). Hij gelooft hen en samen bedenken een list en Baracuda trapt in de val. De politie kan Baracuda inrekenen maar wel door het toedoen van Armando. Dweezil neemt zijn oude leventje weer op en skateboard nu alleen nog maar met zijn skateboard (dat vanaf nu ook een naam heeft nl. Lucille).

## Trivia
- Lucille blijkt later de naam te zijn van de kinderdagverblijfster waar Dweezil, Brains en Lisa verbleven in hun peutertijd.